# Bukovina (Vítězná)
Bukovina je část obce Vítězná v okrese Trutnov. Nachází se na jihu Vítězné. V roce 2009 zde bylo evidováno 13 adres. V roce 2001 zde trvale žilo 37 obyvatel.
Bukovina leží v katastrálním území Huntířov o výměře 4,9 km2.